# Symphonie no 4 de Brahms
Pour les articles homonymes, voir Symphonie no 4.
La symphonie no 4 en mi mineur, op. 98 a été composée par Johannes Brahms en 1884 et 1885 dans sa résidence alpine de Mürzzuschlag en Styrie, soit à peine un an après sa troisième symphonie. Il s'agit de la dernière symphonie écrite par le compositeur.

## Historique
Contrairement aux deux précédentes qui avaient été créées à Vienne, la quatrième symphonie a été créée à Meiningen par la Meininger Hofkapelle, le 25 octobre 1885, sous la direction du compositeur. Ce fut un succès. Brahms et Hans von Bülow, chef de l'orchestre de Meiningen, se relaient ensuite pour diriger l'orchestre lors d'une tournée en Allemagne et aux Pays-Bas. Avant la création publique, la symphonie avait été dévoilée lors d'un concert privé dans une version pour deux pianos, jouée par Brahms et Ignaz Brüll. La première viennoise eut lieu le 17 janvier 1886. L'accueil fut mitigé, l'œuvre étant à caractère encore plus classique que ses symphonies précédentes. Elle a été également donnée lors du dernier concert auquel assista le musicien moins d'un mois avant sa mort, en 1897. Pour beaucoup de musicologues actuels, elle est la plus parfaite des quatre symphonies de Brahms. D'autres spécialistes la décrivent comme la réponse de Brahms à la Septième Symphonie de Bruckner, à partir de laquelle ce dernier a considérablement agrandi son effectif orchestral, par rapport à ses symphonies précédentes. Au contraire, cette Quatrième Symphonie conserve approximativement les mêmes orchestration et durée que les trois autres de Brahms.
Cette symphonie représente un retour aux formes classiques, genre dominé par la figure de Ludwig van Beethoven. Brahms était sujet à de nombreuses préoccupations quant à la réception de ses symphonies. Il était tenté à la fois de proposer un langage nouveau, mais ne pouvait tout à fait se passer d'un certain classicisme. Avec la quatrième symphonie, Brahms semble être arrivé à une synthèse heureuse : la profusion des rythmes et l'orchestration innovante et, chose rare, l'utilisation des cors naturels (Brahms en avait joué comme son père et a écrit des parties de cors de rechange dans ses quatre symphonies).

## Analyse
Elle se compose de quatre mouvements et dure environ quarante minutes.
Les quatre mouvements ont été composés dans l'ordre suivant :

1884 : premier mouvement, puis deuxième mouvement

1885 : Finale, puis troisième mouvement
Dans cette symphonie, contrairement aux précédentes, Brahms n'a indiqué aucune reprise.
I. Allegro non troppo
Le premier mouvement est une forme sonate (exposition-développement-réexposition-conclusion) en mineur avec quatre éléments distincts, dont deux traités en priorité : le premier élément (ou thème principal) est une succession de tierces descendantes, le deuxième élément (mélodique) est énoncé aux violoncelles et aux cors, le troisième, qui s'apparente au deuxième thème, aux bois. Le quatrième élément rythmique, sur le ton de la dominante (ici, si majeur) est énoncé aussi aux vents. Semblable au tout premier thème de la symphonie, il est basé justement sur les tierces du début, montantes ou descendantes.
II. Andante moderato
Le deuxième mouvement, en mi majeur, repose sur deux éléments principaux : le thème principal, joué aux cors et basé sur le mode de mi (mode phrygien), et le second thème énoncé aux violoncelles. Un troisième élément de transition basé sur des triolets de doubles croches est cité de temps à autre. À noter que le thème principal est cité une première fois sans harmonisation (partant de la note mi), mais n'apparaîtra harmonisé (toujours sur la même note de départ) qu'à la fin.
III. Allegro giocoso – Poco meno presto – Tempo I
Le troisième mouvement, en do majeur, est une démonstration de contrepoint et de traitement thématique : un seul thème domine, construit comme un renversable, c'est-à-dire un thème et une basse énoncés simultanément et pouvant être échangés ; on peut ainsi considérer ce morceau comme un mouvement perpétuel. C'est aussi le dernier mouvement écrit, et donc pensé par rapport à la tonalité de la symphonie dans son ensemble.
IV. Allegro energico e passionato – Più allegro
Le quatrième mouvement, en mi mineur, représente l'ultime sommet, une immense passacaille vraisemblablement inspirée de la chaconne finale de la cantate Nach dir, Herr, verlanget mich de Johann Sebastian Bach. Dans les deux cas, l'élément principal est une figure de basse. Bien que la forme passacaille limite les possibilités modulantes, Brahms réussit à intégrer la forme sonate en exploitant dans ce sens des éléments rencontrés au fil du mouvement : on peut considérer la partie centrale (contenant un célèbre solo de flûte) comme un développement. Une coda, Più allegro, conclut la symphonie de manière véhémente.

## Orchestration
| Instrumentation de la quatrième symphonie                            |
| Cordes                                                               |
| premiers violons, seconds violons, altos, violoncelles, contrebasses |
| Bois                                                                 |
| 2 flûtes 2 hautbois 2 clarinettes en la, 2 bassons                   |
| Cuivres                                                              |
| 4 cors (2 en mi, 2 en ut), 2 trompettes en mi                        |
| Percussions                                                          |
| 2 timbales en mi et si (en sol et ut dans le troisième mouvement)    |

| Instruments additionnels                                                 |
| Troisième mouvement                                                      |
| Contrebasson, Piccolo, Triangle, troisième timbale en fa                 |
| Finale                                                                   |
| Contrebasson, 3 Trombones alto, ténor et basse, troisième timbale en sol |

## Enregistrements
- Wilhelm Furtwängler, concert avec l'Orchestre philharmonique de Berlin, 1943 (Tahra, SWF)
- Charles Munch avec l'Orchestre symphonique de Boston, 1959 (RCA, BMG)
- Bruno Walter avec l'Orchestre symphonique de la Columbia, 1959 (CBS, Sony classical)
- Herbert von Karajan, plusieurs enregistrements avec le Philharmonique de Berlin, 1963, 1978 et 1988 (DG)
- Sergiu Celibidache, concerts avec l'Orchestre symphonique de la radio de Stuttgart, 1974 (DG) ou avec l'Orchestre philharmonique de Munich, 1985 (EMI)
- Carlos Kleiber, concert avec l'Orchestre philharmonique de Vienne, 1980 (DG)
- Leonard Bernstein, Orchestre philharmonique de Vienne, 1983 (DG)
- Bernard Haitink, avec l'Orchestre symphonique de Boston, 1994 (Philips)
- Bernard Haitink, concert avec l'Orchestre symphonique de Londres, 2004 (LSO Live)[4]
- John Eliot Gardiner, en concert avec l'Orchestre révolutionnaire et romantique, 2008 (Soli Deo Gloria) - sur instruments d'époque